# Topaza
Topaza – rodzaj ptaków z podrodziny topazików (Florisuginae) w rodzinie kolibrowatych (Trochilidae).

## Zasięg występowania
Rodzaj obejmuje gatunki występujące w Ameryce Południowej – w Amazonii i regionie Gujana.

## Morfologia
Długość ciała samców 21–23 cm, samic 13–14 cm; masa ciała samców 11–18 g, samic 9–12,5 g.

## Systematyka

### Etymologia
Topaza: łac. topazus „topaz, zielony jaspis”, od gr. τοπαζος topazos „zielony klejnot, topaz”.

### Podział systematyczny
Do rodzaju należą następujące gatunki:
- Topaza pella (Linnaeus, 1758) – topazik szkarłatny
- Topaza pyra (Gould, 1846) – topazik ognisty